# Non è tardi
Non è tardi è un album del 1995 dei Diaframma.

## Tracce
1. Latitante – 3:20
2. Non sempre riesce – 3:10
3. Fiore non sentirti sola – 3:45
4. Paternità – 3:35
5. Vedessi che febbre – 3:30
6. Fantasmi di giorno – 3:10
7. Stai lontano da me – 5:18
8. Che voce è mai questa? – 4:27
9. Ma finitela! – 3:08
10. Di domenica – 3:28
11. Non è tardi – 4:14
12. La musica – 3:52 – solo nell'edizione in LP

## Formazione
- Federico Fiumani - voce, chitarra ritmica
- Riccardo Onori - chitarra solista nelle tracce 1, 3, 7, 11
- Vanni Bartolini - chitarra solista nelle tracce 2, 6, 8, 10
- Guido Melis - basso
- Alessio Riccio - batteria
- Simone Giuliani - tastiere, pianoforte